# 佳玛蕾

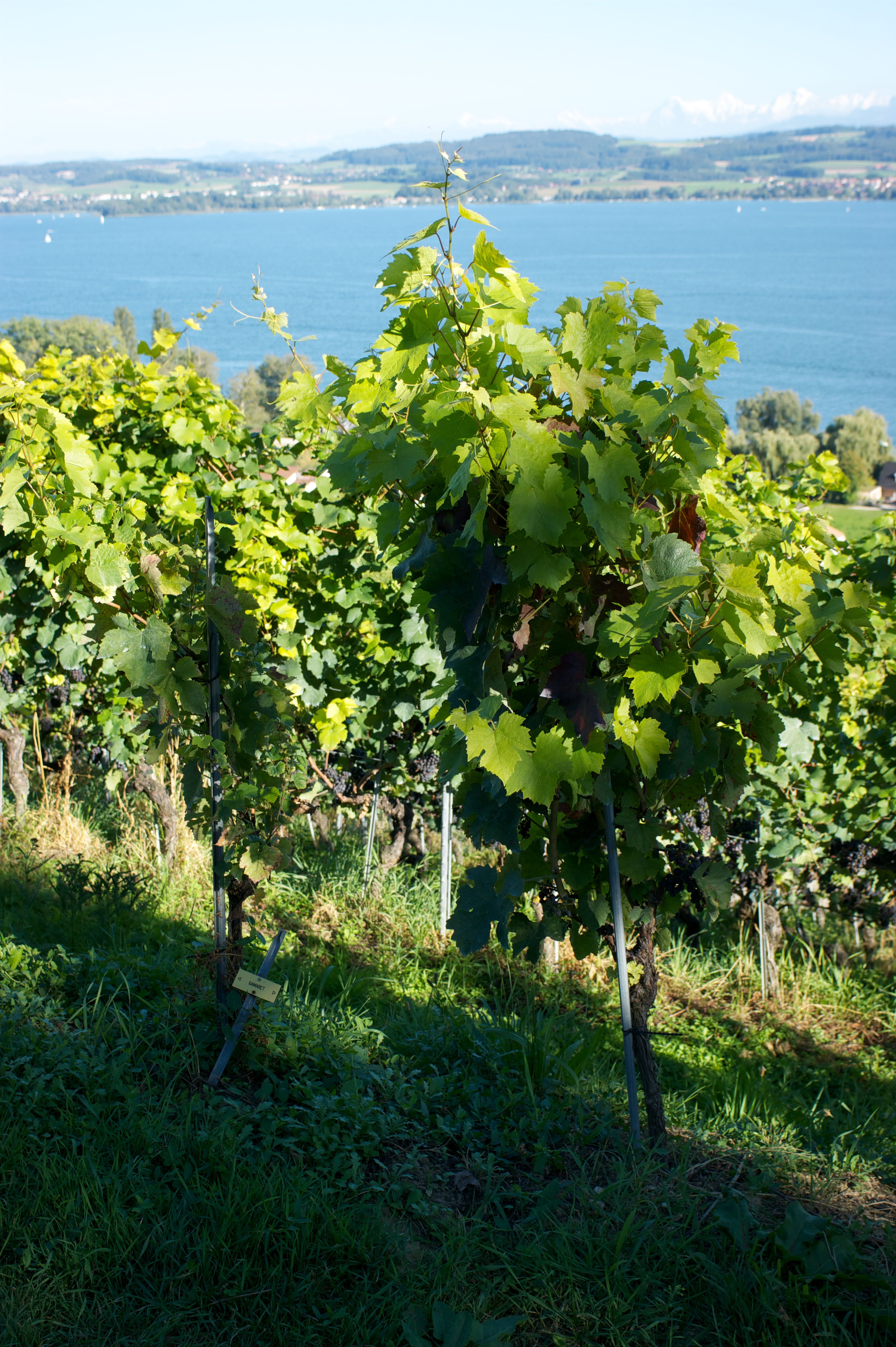
佳瑪蕾葡萄的总状花序.

佳玛蕾（Gamaret）和黑佳拉一样，是在1970年在瑞士皮利，通过加美葡萄和雷昌斯坦納结合所取得的品种。它的创始人是André Jaquinet。佳玛蕾是葡萄酒类里相对比较新的品种，这也是日内瓦湖附近的葡萄园并不十分广泛的原因。佳玛蕾酿制出来的酒的颜色鲜红并且有层次，适合老年人的口味。它在酒精度和酸度上保持着良好的口感均衡。佳玛蕾的这些特性让它很适合同黑比诺、加美和佳玛蕾混合。